# C-2 (esplosivo)
Il C-2 o Composto C-2 è un esplosivo al plastico appartenente alla famiglia degli esplosivi della Composizione C (o dei composti C), insieme al C-1, C-3 e C-4. Venne sviluppato ed impiegato dagli Stati Uniti.

## Composizione
L'esplosivo è formato da una miscela di ciclotrimetilentrinitroammina (conosciuta anche come RDX, ciclonite, o T4) nella misura dell'80%, TNT 4%, NC 1%, MNT (meta-nitrotoluene) 5% e DNT per il rimanente 10%.